# Sopotnice

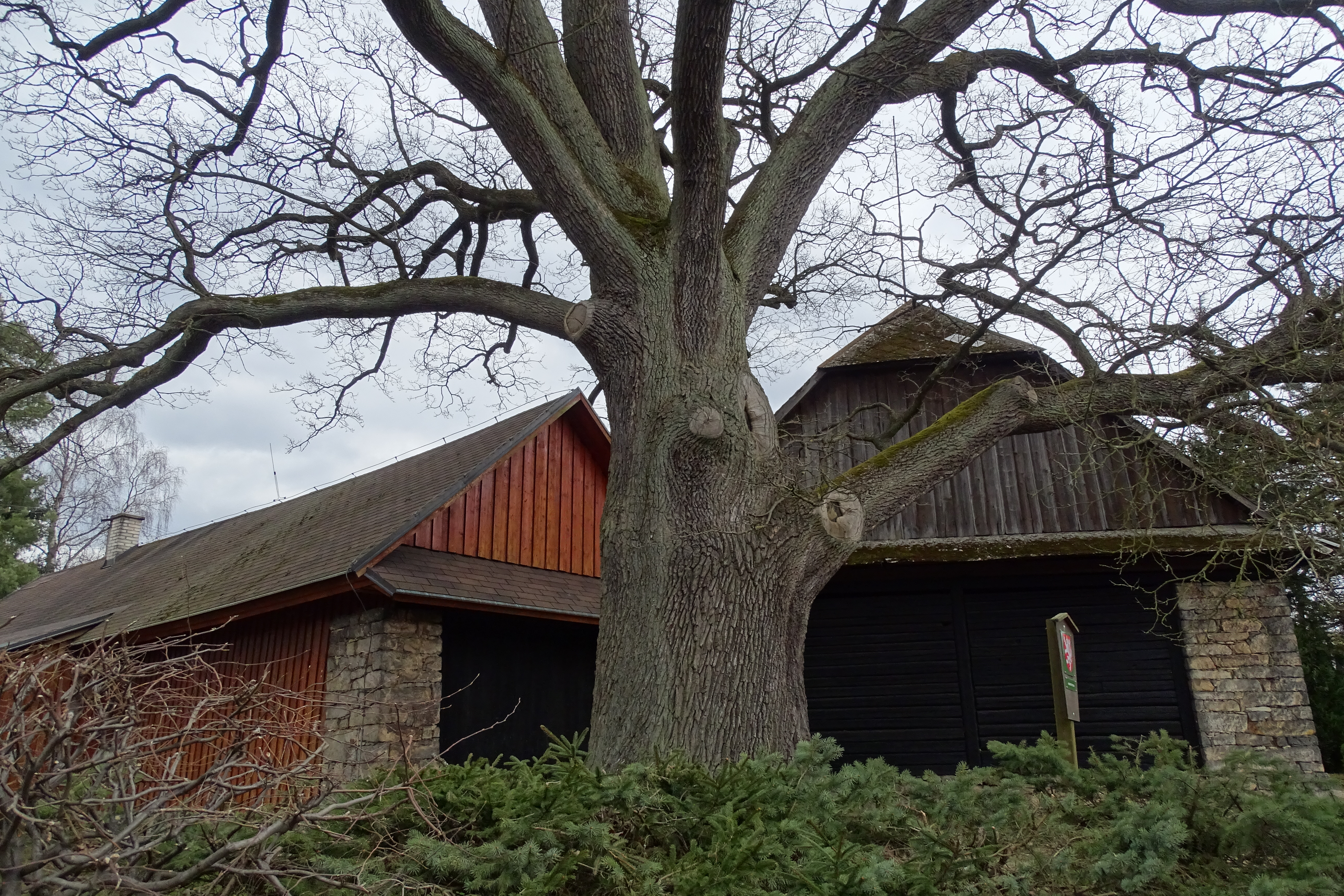
Památný dub letní v Sopotnici

Sopotnice (německy Schindeldorf) je obec v okrese Ústí nad Orlicí v Pardubickém kraji. Leží zhruba deset kilometrů severozápadně od Ústí nad Orlicí. Sídlo se rozkládá ve Svitavské pahorkatině jižně od řeky Divoká Orlice; jeho osu tvoří silnice I/14. Žije zde 968 obyvatel.

## Název
Jméno získala Sopotnice z nyní již nepoužívaného slova sopot, které ve staré češtině znamenalo (bahnitý) pramen nebo potok. Obdobná jména jsou hojně rozšířena ve všech slovanských zemích (stejného původu jsou mj. polské Sopoty).

## Historie
První písemná zmínka o obci pochází z roku 1356. 
Osídlování území při středním a horním toku Divoké Orlice bylo ve 13. století. Sopotnice vznikla společně s 25 vesnicemi na zlomu 13. a 14. století. Ve vesnici byly prosté a dřevěné stavby. Jedinou větší budovou byl kostel, z počátku dřevěný, později někdy na přelomu 14. a 15. století nahrazen stavbou kamennou. Z původního kostela se zachovala jen část obvodových zdí presbyteria, která svým charakterem se však hlásí až do 15. století. Ostatní části kostela jsou z pozdějších přestaveb. Při kostelu vznikla i fara, z čehož lze usuzovat, že Sopotnice patřila k větším i význačnějším vesnicím v regionu. Fara je doložena v seznamu far v letech 1344–1350. Toto je vlastně první písemná zpráva vztahující se k Sopotnici.
Ves byla rozdělená na dvě části. Jedna patřila ke královskému panství litickému, druhá půtickému Potštejnu. První majitel potštejnské části Sopotnice byl Procek z Potštejna, příslušník rodu Půticů, byl před rokem 1312 zavražděn příslušníky pražské německé rodiny Pušů. Prockův syn Mikuláš z Potštejna proto zavraždil Peregrina Puše. Zásahem krále byl mezi Mikulášem a Pušovci sjednán mír. Ve 30. letech, za nepřítomnosti krále Jana Lucemburského, se stal Mikuláš z Potštejna loupeživým rytířem. V roce 1339 mladý kralevic Karel IV. oblehl Potštejn, hrad dobyl a Mikuláš zahynul. Podle pověstí se Karel IV. při obléhání hradu zdržoval na sopotnické faře. Po dobytí hradu Potštejna byl Mikulášův majetek zabaven, ale již v roce 1341 byla část majetku vrácena jeho pěti dětem. V roce 1356 Mikulášův syn Ježek z Potštejna prodal potštejnské panství, 19 vesnic, Karlovi IV. A při tomto prodeji se vysloveně připomíná polovina Sopotnice jako součást potštejnského panství. To je také první doklad o rozdělení vsi a vlastně i jedna z prvních zpráv vztahujících se ke vsi.
Ježek z Potštejna potom od Karla IV. dostal panství žampašské a stal se předkem rodiny Žampachů z Potštejna. V roce 1356 se tedy vrchností pro sopotnické poddané stal přímo český král Karel IV. Králové avšak nespravovali potštejnské panství sami, ale dávali do zástavy různým pánům. Tak např. v roce 1389 měl panství v zástavě markrabě moravský Prokop, v roce 1395 Jindřich Lacembok z Chlumu, 1437 Hynek Krušina z Lichtenburka. V roce 1454 potom Vilém Krušina z Lichtenburka postoupil své zástavní právo k potštejnskému panství majiteli sousedních Litic a potomnímu českému králi Jiřímu z Poděbrad. Přechod do rukou Jiřího z Poděbrad význačně ovlivnil další dějiny Sopotnice, neboť tak po 150 letech opět obě její části byly spojeny v rukou jednoho majitele.

## Obyvatelstvo
| Rok            | 1869  | 1880  | 1890  | 1900  | 1910  | 1921  | 1930  | 1950  | 1961  | 1970  | 1980  | 1991 | 2001 | 2011 | 2021 |
| -------------- | ----- | ----- | ----- | ----- | ----- | ----- | ----- | ----- | ----- | ----- | ----- | ---- | ---- | ---- | ---- |
| Počet obyvatel | 1 303 | 1 491 | 1 418 | 1 443 | 1 493 | 1 462 | 1 294 | 1 049 | 1 087 | 1 031 | 1 038 | 960  | 932  | 922  | 864  |
| Počet domů     | 206   | 231   | 236   | 235   | 240   | 247   | 274   | 271   | 266   | 269   | 277   | 318  | 329  | 337  | 350  |

## Obecní správa

### Obecní symboly
Znak a vlajka byly obci uděleny rozhodnutím předsedy Poslanecké sněmovny Parlamentu České republiky dne 11. května 2006.

## Pamětihodnosti
- Kostel svatého Zikmunda
- Sloup se sochou Panny Marie při čp. 32
- Sousoší Krucifixu s Pannou Marií Bolestnou u kostela
- Socha Krista u sloupu stojí proti čp. 240
- Venkovská usedlost čp. 60
- Venkovská usedlost čp. 40
- Dub v Sopotnici, památný strom (50°3′24″ s. š., 16°20′47″ v. d.)
- Kamenný kříž se třemi lípami "U Třech lip" z roku 1847. V roce 2008 poškozen pádem větve. V roce 2012 provedena oprava kříže.

## Osobnosti
- Stanislav Rázl (1920–1999) – historicky první český premiér (předseda vlády ČSR) a následně místopředseda české vlády